# Aeolochroma viridicata
Aeolochroma viridicata är en fjärilsart som beskrevs av Lucas 1890. Aeolochroma viridicata ingår i släktet Aeolochroma och familjen mätare. Inga underarter finns listade i Catalogue of Life.